# Eskilstuna Klosters distrikt
Eskilstuna Klosters distrikt är ett distrikt i Eskilstuna kommun och Södermanlands län. 
Distriktet ligger i östra delen av tätorten Eskilstuna och är befolkningsmässigt länets största distrikt.

## Tidigare administrativ tillhörighet
Distriktet inrättades 2016 och utgörs av ett område i östra delen av det område som före 1971 utgjorde Eskilstuna stad, där 1907 Klosters socken inkorporerats.
Området motsvarar den omfattning Eskilstuna Klosters församling hade 1999/2000 och fick 1931 när Klosters församling gick samman med en del av Eskilstuna stadsförsamling.